# Valdoule
Valdoule is een gemeente in het Franse departement Hautes-Alpes (regio Provence-Alpes-Côte d'Azur). Valdoule telde op 1 januari 2022 209 inwoners. De plaats maakt deel uit van het arrondissement Gap. Valdoule is op 1 juli 2017 ontstaan door de fusie van de gemeenten Bruis, Montmorin en Sainte-Marie.

## Geografie
De oppervlakte van Valdoule bedroeg op 1 januari 2022 58,51 vierkante kilometer; de bevolkingsdichtheid was toen 3,6 inwoners per km².
De onderstaande kaart toont de ligging van Valdoule met de belangrijkste infrastructuur en aangrenzende gemeenten.

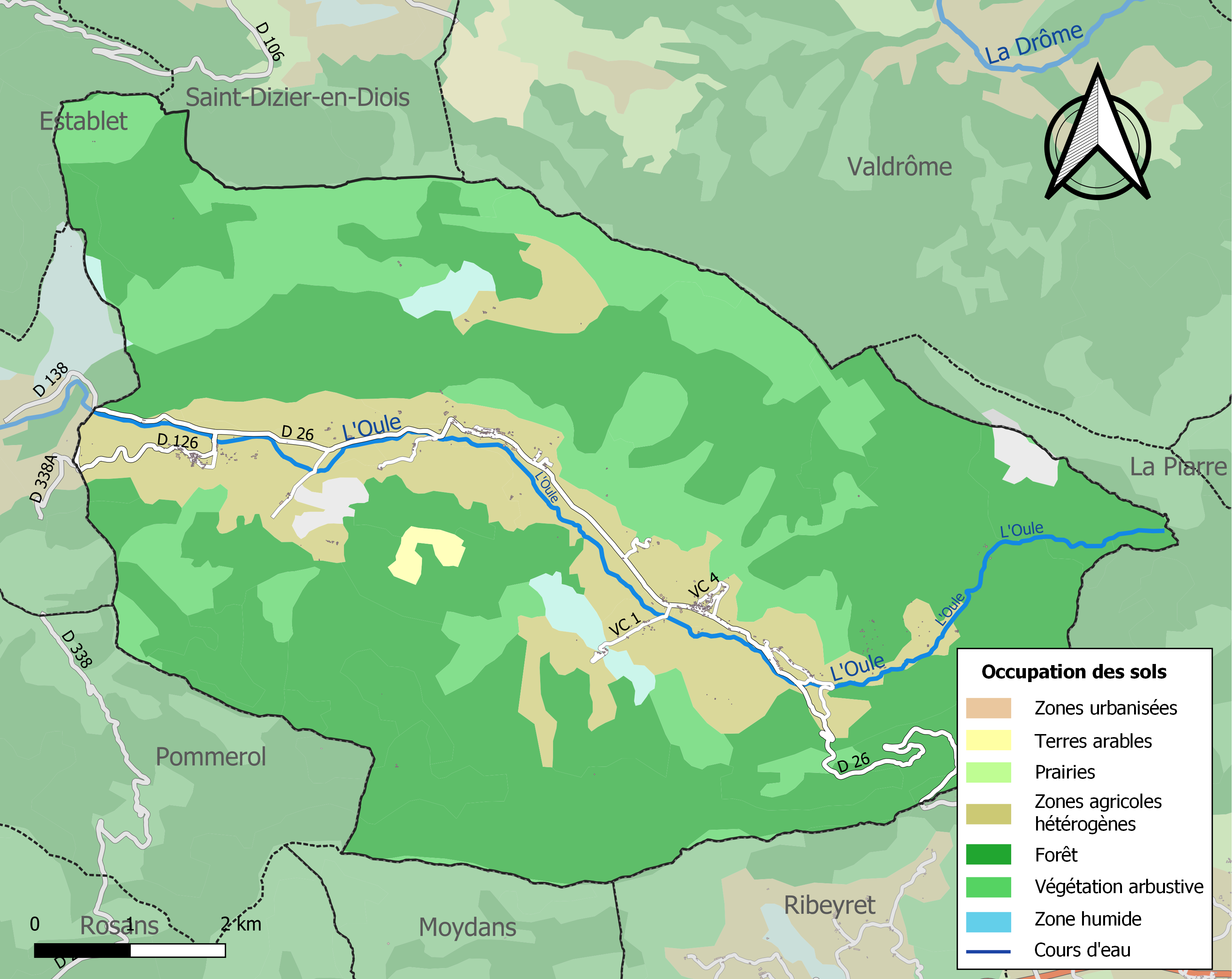